# 希特勒回來了
《希特勒回来了》（德語：Er ist wieder da）是德國作家蒂穆尔·韦尔姆的处女作，其精装本于2012年由爱希博恩出版社出版，平装本于2015年由巴斯泰-吕贝出版社出版，同名电影于2015年上映。该书在德国畅销150万册，擊敗丹·布朗的第一名小說，是德国《明镜周刊》2013年畅销书，被翻译成30多种语言。

## 小说人物
- 阿道夫·希特勒：前納粹德國元首、德國武裝力量最高統帥。1945年德國戰敗後穿越到2014年成為平民。道德嚴謹，理想崇高，待人有禮，愛護動物，關懷女性（因為她們是弱者），滿懷天命感，所思所念無一不是為了日耳曼民族未來的輝煌。利用YouTube等媒體建立名聲最後重回政壇。
- 報攤小販：收留了剛到達2014年時無家可歸的希特勒並把他推薦給「閃光燈」製作公司。曾教導希特勒使用智能手機。
- 薇拉·克羅邁爾：希特勒的秘書，教導希特勒使用電腦，曾被《圖片報》指與希特勒有緋聞。她的奶奶的父親、母親、兩個哥哥全死在集中營，因此當奶奶在電視上看到了希特勒並得知孫女為希特勒工作登時火冒三丈要求她辭職，小說中希特勒登門以人格魅力說服了老奶奶，電影中希特勒登門被老奶奶赶走了。
- 猶阿亨·森森布林：「閃光燈」製作公司員工，希特勒的同事
- 法蘭克·薩瓦兹基：「閃光燈」製作公司員工，希特勒的同事
- 烏特·凱絲勒：《圖片報》女記者，批評希特勒的節目「惡趣味」 。曾獨家採訪希特勒。

## 剧情
1945年以來，有許多關於希特勒下落的傳說。但他不是死於柏林地堡爆炸，也沒有藏身南美洲！2011年夏天，希特勒醒來了，置身景物不再熟悉的柏林街頭。親信不在身邊，帝國總理府不見蹤跡，而且土耳其人滿街跑，波蘭依舊存在，德國現在是女總理當家……希特勒原先認識的世界已徹底改變。
一身納粹軍服，原汁原味的元首腔調……希特拉因為太像希特拉而被電視節目製作公司相中，第一次演出就造成轟動，節目片段在YouTube的點閱率急速增加，德國第一大報《圖片報》也急著安排專訪。見識到網路傳布消息的力量，對改造德國懷抱崇高使命感的希特勒知道，他的影響力將比66年前更強大……

## 評價
- 德國時代週刊 （Die Zeit）：在這部政治諷刺作品中，希特勒於2011年重新展開人生旅程，成為掌握電視媒體的煽動家，他的電視事業步驟和細節竟如此具有說服力，令人震撼！
- 德國n-tv.de電視台：一旦開始閱讀魏穆斯的書，絕對會一路捧腹大笑不止。光是開章幾頁便讓人為之瘋狂絕倒，捨不得放下書本……在今日人們渴望增加曝光率的時代中，這是一本不留情面的諷刺作品……《希特勒回來了！》是你這輩子一定要讀的書。
- 德新社（dpa）：魏穆斯揶揄德國媒體工業的能力，熟練出色得宛如疱丁解牛。《希特勒回來了！》，書頁之間處處可見電視諷刺劇的橋段。很有意思嗎？當然，因為笑話當中時常隱藏著出人意料的高潮。
- 英國《獨立報》：兼具有趣和令人吃驚的情節，細緻且有依據地研究了狂熱政客的威權特質，同時也巧妙抨擊當代西方文化。是一本重量級的重要著作。
- 愛丁堡書評網站：小說處女作是拿希特拉出來調侃一番，還真是一場賭博，特別是在德國。但魏穆斯於2012年出版的《希特勒回來了！》一書，就真的這麼做了。現在，該是英語世界的讀者來發現這個傳奇故事的時候了。
- 明星週刊（Stern）：這本書一方面喧囂得詭異，因為主角完美再現獨裁者所使用語言；但另一方面卻令人笑聲陡然卡在喉頭。
- 德國新聞頻道n-tv：本書對於我們這個高度依賴媒體的社會，提出無情的諷刺。
- 德國SAT1電視台：邪惡至極，卻開啟了我們的眼界……買就對了！[1]

## 改編作品
- 《希特勒回来了》改編電影在2015年上映。

## 外部連結
- Interview in German with Timur Vermes, author of Er ist wieder da （页面存档备份，存于）, on YouTube